# 닐루파르 우스모노바
닐루파르 우스모노바(우즈베크어: Nilufar Usmonova, 1987년 4월 6일 ~ )는 우즈베키스탄의 배우, 가수이다. 튀르크비전 송 콘테스트 2013에서 우즈베키스탄 대표로 참가했다.